# Antilophia bokermanni
El saltarín de Araripe (Antilophia bokermanni) es una especie de ave paseriforme en peligro de extinción, de la familia Pipridae. Fue descubierto en 1996 y descrito científicamente en 1998. Debido a su casco en forma de corona, ha recibido el nombre portugués de soldadinho-do-araripe, que significa «soldadito de Araripe». Este nombre también se asocia con el relacionado, pero más extendido, saltarín de yelmo (Antilophia galeata), que es conocido simplemente como el soldadinho. 

## Descripción
Como es típico de la mayoría de los saltarines, los machos y las hembras presentan dimorfismo sexual fuerte en los colores de su plumaje. Al igual que el saltarín de yelmo, es relativamente grande y de cola larga, con una longitud total de 14,5 a 15 cm y peso promedio de 20 g. Los machos tienen un plumaje predominantemente blanco. Con la excepción de las coberteras blancas, las alas y la cola son de color negro. Desde el mechón frontal, sobre la corona y hasta la mitad de la espalda se extiende una mancha rojo carmín. El iris es de color rojo. Las hembras son principalmente de color verde oliva pálido y tienen las partes superiores de color verde. Tienen un reducido mechón frontal de color verde oliva.

## Distribución y hábitat

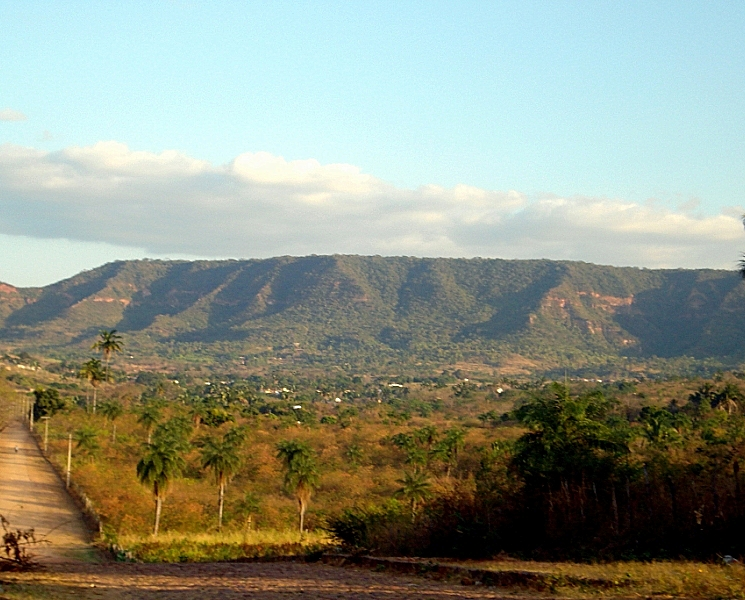
La Chapada do Araripe, la única localidad conocida de la especie.

Esta especie es endémica de la Chapada do Araripe (tierras altas de Araripe) en el estado brasileño de Ceará al noreste del país. La zona mide solo cincuenta kilómetros de largo por un kilómetro de ancho y el hábitat típico aparentemente es una consecuencia de los suelos formados a partir de la piedra caliza en Formación Santana del cretácico inferior. La extensión del área de  reproductores de raza pura tiene un tamaño de tan solo 1 km² y dispone de un parque temático. Es probable que sea más extendido de lo que actualmente se conoce, aunque las búsquedas en las cercanías de Balneario das Caldas no lograron localizar ejemplares.
Habita en el estrato medio y bajo de bosques secundarios altos (especialmente con abundancia de aglomerados vegetales), en los bordes y clareras adyacentes, prefiriendo áreas más húmedas de bosques húmedos cerca de arroyos y cascadas.

## Comportamiento

### Alimentación
Se alimenta principalmente de frutos pequeños de Cordia spp. y Cecropia spp., y un estudio reciente identificó otras 21 especies de plantas que forman parte de su dieta; además caza artrópodos.

### Reproducción
El macho atrae a la hembra exhibiendo su capacidad de rechazar intrusos en el territorio. La hembra construye un nido en forma de cesto, a dos m de altura, en un árbol sobre alguna corriente de agua y pone dos huevos color crema con manchas oscuras. La incubación dura tres semanas y los polluelos abandonan el nido a las tres semanas de nacer. Al adquirir la madurez, a los dos años de edad, los jóvenes salen del territorio de sus padres.

## Estado de conservación
El saltarín de Araripe ha sido calificado como en peligro crítico de extinción por la Unión Internacional para la Conservación de la Naturaleza (IUCN) debido a que su pequeña población total, estimada en el censo de 2010 en alrededor de 800 individuos, se asume declinante, debido a las presiones sobre su área de distribución ya muy reducida. Esta área se estima en 28 km²,  siendo que el área efectivamente adecuada para la reproducción se estima en 10 km². En la evaluación de 2018, el IUCN estima la población entre 150 a 700 individuos maduros.

### Amenazas
En el año 2000 hubo una población estimada en menos de 50 ejemplares y fue considerada como una de las aves más raras en Brasil y en el mundo. Solo tres machos y una hembra fueron encontrados hasta esa fecha. En el 2003 las estimaciones fueron más optimistas y BirdLife International estimó una población de 49 a 250 individuos. En 2004 partió de la suposición de que menos de 250 ejemplares existen en la naturaleza, basándose en 43 machos descubiertos. Desafortunadamente en el año 2000 un parque temático con piscinas y pistas asfaltadas, se construyó en la localidad de Nascente do Farias y la mayor parte de su hábitat original se destruyó. Los árboles fueron sustituidos por plantaciones de banano.
En la conferencia de celebridades de Birdlife Internacional, celebrada en Peterborough, el 16 de agosto de 2008, se anunció que Sir David Attenborough sería el defensor del saltarín de Arapipe, en un esfuerzo por recaudar fondos para ayudar a proteger esta rara ave.

## Sistemática

### Descripción original
La especie A. bokermanni fue descrita por primera vez por los ornitólogos brasileños Galileu Coelho y Weber Silva en 1998 bajo el mismo nombre científico; su localidad tipo es: «Chapada de Araripe, Nascente de Farias (7°19'57"S, 39°24'45"W), ca. 800 m, Arajara district, Barbalha, Ceará, Brasil». El holotipo, un macho adulto recolectado el 18 de mayo de 1977, se encuentra depositado en la colección ornitológica de la Universidad Federal de Pernambuco bajo en número UFPE 1130.

### Etimología
El nombre genérico femenino «Antilophia» se compone de las palabras del latín «antios» que significa ‘diferente’, y «lophoeis» que significa ‘de cresta’; y el nombre de la especie «bokermanni», conmemora al herpetólogo y ornitólogo brasileño Werner Carlos Augusto Bokermann (1929–1995).

### Taxonomía
Estudios recientes demuestran que la presente especie ha divergido muy recientemente de su congénere, el saltarín de yelmo Antilophia galeata. Es monotípica.
Los estudios genéticos utilizando un amplio muestreo de taxones y genes (Silva et al. 2018, Harvey et al. 2020, Leite et al. 2021, Zhao et al. 2022) han demostrado que el género Antilophia se encuentra embutido dentro del género Chiroxiphia, que de esta forma sería parafilético. Con base en estas evidencias, el Comité de Clasificación de Sudamérica (SACC) en la Propuesta No 975 aprobó la fusión de Antilophia dentro de Chiroxiphia, transformándose en un sinónimo de este último género, con lo cual la presente especie pasa a denominarse Chiroxiphia bokermanni.